# 4FA
合同会社4FA（ヨンエフエー）は、東京都豊島区の建築設計事務所。江泉光哲と中林仁子の共同主宰。

## 代表作
- hat／渋谷の住宅[1]
- 東松山の農産物直売所（協働設計。T-1 グランプリ2015[2]、WADA賞2015、2018年日本建築学会作品選奨、2016年グッドデザイン賞[3]）
- sbm／渋見町の住宅（第38回三重県建築賞住宅部門入賞）
- gnz／銀座 鮨ー結ー[4]
- yug／宿るや商店[5]

## 受賞歴
- 2014年 - 第33回三重県建築賞住宅部門入賞(mie／三重の住宅)
- 2015年 - かもや堂リノベーションコンペティション（秋田県藤里町）佳作
- 2016年 - 左近山団地中央地区団地再生コンペティション2015（神奈川県横浜市）空き家活用優秀賞
- 2019年 - 第38回三重県建築賞住宅部門入賞（sbm／渋見町の住宅）

## 江泉光哲
江泉光哲（えいずみ みつあき）は1981年生まれの建築家である。埼玉県出身。
2006年 - 日本大学大学院理工学研究科建築学専攻 修了（今村雅樹研究室）。
2006～2011年 - メジロスタジオにて、シムズバエレスタジオIII期内装設計、熊川の集合住宅、熊川の集合住宅II、三軒茶屋の住宅、3331Arts Chiyoda基本設計、東府中の集合住宅、すもの食堂、瀬田の住宅等を担当する。
2008年～ - EM:deにて、wa-do石けん、ベースキャンプ株式会社、ACアルマレッザ等のデザインディレクション等に携わる。
2011年～ - S.E.D.L スポーツ環境デザインラボにて、スポーツ施設の調査・研究を担当する。

## 中林仁子
中林（赤羽）仁子（なかばやし のりこ）は1980年生まれの建築家・一級建築士である。神奈川県大和市出身。
2005年 - UR都市機構 ストリートファニチャー・サイン 学生プロポーザルコンペで優秀賞。
2006年 - 日本大学大学院理工学研究科建築学専攻 修了（今村雅樹研究室）。
2006～2008年 - 神奈川大学工学部建築学科曽我部研究室アシスタントスタッフとして、BankART桜荘改装、BankART妻有改装、地震EXPO会場構成、第1回上勝アートプロジェクト もくもくもく制作、商店街再生計画 企画・編集、地震ITSUMO+無印良品 会場構成を担当する。
2009～2010年 - 小泉アトリエにて、小平の家 基本設計、YOKOHAMA RANDEZ-VOUS PROJECT 展覧会会場構成、黄金町高架下新スタジオ 基本設計、環境のイエ 書籍企画・編集を担当する。
2010年～2015年 - 川嶋貫介とゴールデンスタジオ（横浜市黄金町）を共同運営。
2018年～ - 一般社団法人◯と編集社 ちょっと未来の研究所 所長。Good Local Barさゝ家 企画・デザイン監修、トビチmarket 企画・会場構成などを担当する。
著書に、『商店街再生計画 大学とのコラボでよみがえれ!』（三浦展・神奈川大学曽我部研究室 共著（2008年、洋泉社））がある。